# Новополоцкий политехнический институт
Новополоцкий политехнический институт (бел. Новополацкі палітэхнічны інстытут) — высшее учебное заведение, существовавшее в СССР и Беларуси.

## История
14 июля 1968 года был создан Новополоцкий филиал Белорусского политехнического института (БПИ). Первоначально в филиале были открыты только два отделения: дневное и вечернее. Набор студентов на дневное отделение осуществлялся по специальностям «Технология машиностроения» «Промышленное и гражданское строительство», а на вечернее — по специальностям «Машины и аппараты химического производства», «Промышленное и гражданское строительство», «Химическая переработка нефти и газа». Директором филиала был назначен бывший директор нефтяного техникума Борис Егорович Соколов.
10 февраля 1969 года было решено передать Новополоцкий филиал БПИ Белорусскому технологическому институту (НФБТИ). 12 февраля 1970 года новым директором филиала стал кандидат технических наук Эрнст Михайлович Бабенко (ректор Новополоцкого политехнического института в 1974—1976 и 1987—1993 годах).
В 1972/1973 учебном году на дневном отделении филиала учился 801 студент, а на вечернем — 483 студента. В 1973 году в вузе был произведен первый выпуск молодых специалистов. 1 января 1974 года НФБТИ был преобразован в самостоятельный Новополоцкий политехнический институт (НПИ), который стал вторым политехническим институтом в Белорусской ССР. Ректором НПИ был назначен Эрнст Михайлович Бабенко. При поддержке республиканской и местной власти, главным образом за счет отраслевых министерств СССР, закладывалась прочная материально-техническая база нового политехнического института республики: строились учебно-лабораторные корпуса, квартиры для преподавателей, общежития для студентов. В молодой вуз были приглашены целые научные школы из многих научных и промышленных центров Советского Союза: Челябинска, Волгограда, Саратова, Калининграда, Ростова-на-Дону. Профессоры С. И. Луговский, А. М. Левин, А. И. Семенов, Ю. П. Ощепков, Б. П. Чемисов и другие преподаватели обеспечили не только успешную научную деятельность, но и заложили базу научных направлений кафедр.
Были заключены крупные хозяйственные соглашения с предприятиями по разработке новых технологий повышения износостойкости деталей химического оборудования, различных машин и аппаратов, созданию систем вентиляции и водоочистки, использованию новых строительных материалов и конструкций. В 1976 году были основаны санитарно-технический и машиностроительные факультеты, а механико-технологический переименован в технологический. В этом же году была создана кафедра геодезии, и состоялся первый набор на специальность «Прикладная геодезия». В результате успешного развития этого направления в 1979 году в НПИ был открыт первый и долгое время единственный в Беларуси геодезический факультет. В 1982 году в состав Новополоцкого политехнического института входило шесть факультетов — санитарно-технический, строительный, технологический, машиностроительный, геодезический и вечерний, 23 кафедры и научно-исследовательский сектор. С 1985 года в институте стали обучаться иностранные студенты. Ректором НПИ с 1976 по 1987 год являлся кандидат технических наук, лауреат Государственной премии СССР П. И. Швед, бывший до этого проректором по научной работе.
Как и в большинстве вузов Советского Союза в НПИ существовало стройотрядовское движение — новополоцкие стройотряды зарекомендовали себя с самой лучшей стороны как в республике, так и за её пределами. В 1980 году Постановлением Совета Министров Белорусской ССР Новополоцкому политехническому институту было присвоено имя Ленинского коммунистического Союза молодёжи Белоруссии.
Сложные процессы, происходившие в СССР в конце 1980-х годов, а также после его распада, вызвали значительные изменения в НПИ. Несмотря на это в 1989 году в нём был создан радиотехнический факультет, а в 1992 году — финансово-экономический и на базе машиностроительного — отдельный факультет по переподготовке специалистов с высшим образованием, вскоре преобразованный в Институт повышения квалификации при НПИ.
Постановлением Совета Министров Республики Беларусь № 618 от 14 сентября 1993 года Новополоцкий политехнический институт был преобразован в Полоцкий государственный университет.
Среди известных выпускников вуза: общественный деятель Александр Нияковский, поэтесса Инна Снарская, учёный Дмитрий Лазовский, легкоатдет Игорь Астапкович, шашист Пётр Шклудов.